# نشان ستاره رئیس‌جمهور تاجیکستان

ستاره رئیس‌جمهور درجه دو

ستاره رئیس‌جمهور درجه یک

ستارهٔ رئیس‌جمهور تاجیکستان نشان دولتی جمهوری تاجیکستان است که به مقامات دولتی و سیاسی و سایر افراد برای خدمات برجسته به مردم تاجیکستان، برای حفظ صلح و توسعهٔ دولت تاجیکستان، برای خدمات برجسته در فعالیت‌های دولتی و سیاسی اجتماعی، که به توسعهٔ مردم تاجیکستان کمک می‌کند، به اعتبار بین‌المللی تاجیکستان کمک می‌کند، برای دستاوردهای بزرگ در زمینه اقتصادی، اجتماعی، علمی و فرهنگی، توسعه جامعه و پیشرفت اجتماعی، برای خدمات برجسته و میهن‌پرستی اهدا می‌شود.
نشان ستارهٔ درجهٔ یک رئیس‌جمهور تاجیکستان دارای نشان و ستاره بوده، نشان با یک بند روی شانه راست و یک ستاره در سمت چپ سینه آویزان می‌شود.
- نشان ستاره رئیس‌جمهور تاجیکستان درجه یک؛
- نشان ستاره رئیس‌جمهور تاجیکستان، درجه دوم؛
- نشان ستاره رئیس‌جمهور تاجیکستان درجه سه.

از روی درجه، نشان ستاره رئیس‌جمهور تاجیکستان، درجه یک، اعتبار بلندتر دارد. اعطای جایزه به ترتیب متوالی انجام می‌شود - نشان ستاره رئیس‌جمهور تاجیکستان درجه سه، دو و یک.

## نشان ستاره رئیس‌جمهور تاجیکستان درجه یک
نشان ستاره درجه یک رئیس‌جمهور تاجیکستان دارای نشان و ستاره بوده، نشان با یک بند روی شانه راست و یک ستاره در سمت چپ سینه آویزان می‌شود.

ستاره ریسج هور درجه سه

نشان ستاره رئیس‌جمهور تاجیکستان درجه یک به افراد زیر سرفراز گردانیده می‌شود:
رئسان دولت‌ها، حکومت‌ها و پارلمان‌های کشورهای خارجی.
رئسان نهادهای مقننه، اجرایی و قضایی جمهوری تاجیکستان.
شخصی که دارای سمت رسمی دولتی در جمهوری تاجیکستان است و وضعیت قانونی وی توسط قانون اساسی جمهوری تاجیکستان و قوانین اسناد جمهوری تاجیکستان تعیین شده‌است.
شخصی که در جمهوری تاجیکستان دارای یک پست سیاسی خدمات ملکی است و معمولاً به او نشان درجه یک زرینتوج یا نشان درجه یک اسماعیل سومونی یا نشان ستاره درجه دو رئیس‌جمهور تاجیکستان اعطا می‌شود.
سایر اتباع جمهوری تاجیکستان برای دستاوردهای جدید که قبلاً نشان درجه زرین تاج یک یا نشان درجه یک اسماعیل سامانی یا ستاره رئیس‌جمهور تاجیکستان درجه دو را دریافت کرده بودند.

## نشان ستاره رئیس‌جمهور تاجیکستان درجه دو
نشان ستاره رئیس‌جمهور تاجیکستان درجه دو دارای یک نشان است که توسط مردان با بند دور گردن و توسط زنان با بند در سمت چپ سینه پوشیده می‌شود.
نشان ستاره رئیس‌جمهور تاجیکستان درجه دو به افراد زیر اعطا می‌شود:
رؤسای وزارتخانه‌ها و سازمان‌ها و سفرای کشورهای خارجی.
رؤسای دفاتر نمایندگی سازمان‌های منطقه ای و سایر سازمان‌های بین‌المللی.
شخصی که دارای سمت رسمی دولتی در جمهوری تاجیکستان است و وضعیت قانونی وی توسط قانون اساسی جمهوری تاجیکستان و قوانین قانونی جمهوری تاجیکستان تعیین شده‌است.
شخصی که در جمهوری تاجیکستان دارای پست سیاسی خدمات ملکی است و به‌طور معمول نشان زرین تاج درجه دو یا نشان درجه دوم اسماعیل سامانی یا نشان ستاره رئیس‌جمهور تاجیکستان ۳ را دریافت کرده‌است. درجه.
سایر اتباع جمهوری تاجیکستان برای دستاوردهای جدید که قبلاً نشان درجه دو زرین تاج یا نشان درجه دو اسماعیل سامانی یا ستاره درجه سه رئیس‌جمهور تاجیکستان را دریافت کرده بودند.

## نشان ستاره رئیس‌جمهور تاجیکستان درجه سه
نشان ستاره رئیس‌جمهور تاجیکستان درجه سه دارای نشان است، آن را با بند در سمت چپ سینه می‌پوشند.
نشان ستاره رئیس‌جمهور تاجیکستان درجه سه به افراد زیر سرفراز گردانیده می‌شوند:
شخصی که دارای بالاترین رده اداری خدمات ملکی در جمهوری تاجیکستان است.
سایر اتباع جمهوری تاجیکستان برای دستاوردهای جدید که قبلاً نشان درجه سه زرین تاج یا نشان درجه سه اسماعیل سومونی یا نشان دوستی دریافت کرده بودند.